# Dicranota clausa
Dicranota (Ludicia) clausa là một loài ruồi trong họ Pediciidae. Chúng phân bố ở vùng sinh thái Palearctic.